# 47 av. J.-C.
Pour les articles homonymes, voir 47 (homonymie).
Cette page concerne l'année 47 av. J.-C. du calendrier julien proleptique.

## Événements
- 15 novembre 48 av. J.-C.[1] (1er janvier 707 du calendrier romain) :
  - César reçoit de nouveau la dictature, mais cette fois pour une durée indéterminée. Il reçoit le droit de se présenter au consulat cinq ans de suite, le droit de paix et de guerre, le droit de disposer des provinces prétoriennes, le droit de désigner aux suffrages du peuple les candidats à élire aux diverses magistratures, sauf le tribunat et l’édilité plébéienne, la collation à vie de la puissance tribunicienne.
  - Début à Rome du consulat de Quintus Fufius Calenus et Publius Vatinius (ou 23 octobre 48 av. J.-C.)[2].
- 20 novembre 48 (6 janvier du calendrier romain) : César occupe l'île de Pharos et le port de l'Eunostos[1].
- 21 novembre 48 (7 janvier du calendrier romain) : bataille de l'Heptastade[1]. Surpris sur la digue de l'Heptastade, César s'échappe à la nage.
- 1er décembre 48 (17 janvier du calendrier romain) : César libère Ptolémée XIII[1].
- 4 décembre 48 (20 janvier du calendrier romain) : Aulus Gabinius est battu par les Dalmates en Illyrie[1].
- 19 décembre 48 (6 février du calendrier romain) : bataille navale de Canope[1].
- 5 janvier (23 février du calendrier romain) : Vatinius passe en Illyrie avec sa flotte[1].

- 16 janvier (6 mars du calendrier romain), Égypte : Ptolémée XIII s’enfuit et meurt en combattant César à la bataille du Nil (Péluse). Son jeune frère Ptolémée XIV Philopator lui succède à l’âge de 11 ans et épouse sa sœur Cléopâtre VII qui le fera tuer en 44 av. J.-C..
- 25 janvier (15 mars du calendrier romain)[1] : Mithridate et Antipater, venus de Judée au secours de César, forcent le passage du Nil au combat du camp des Juifs contre l'armée égyptienne[3]. 
  - En Judée, à la mort de Pompée, Hyrcan II et Antipater se rallient à César qui abandonne Aristobule II. Antipater soutient militairement et diplomatiquement la campagne de Mithridate, allié de César, en Égypte (48/47 av. J.-C.). Il dirige un corps auxiliaire Juif, obtient l’appui des Arabes et des princes de Syrie et rallie les garnisons juives du « territoire d’Onias », à l’est du Delta. En récompense, César confirme à Hyrcan II son titre de grand-prêtre et lui rend celui d’ethnarque. Il donne à Antipater la citoyenneté romaine avec exemption d’impôts, le titre de procurateur (épitropos) de Judée et la permission de rebâtir les murailles de Jérusalem. Joppé et les villes de la plaine sont à nouveau rattachées à Hyrcan II[4]. Antipater nomme son fils aîné Phasaél stratège de Jérusalem et son fils cadet Hérode Ier le Grand stratège de Galilée[3]. Le succès d’Hérode en Galilée provoque la jalousie d’Hyrcan et de l’aristocratie. Hérode est sommé de se justifier devant le sanhédrin. Appuyé par le gouverneur de Syrie Sextus César et à la suite d’une intervention ambiguë du leader pharisien Saméas (Shemayah ou Shammaï[5] ?), Hérode est acquitté. Sextus César le nomme stratège de Coelé-Syrie et de Samarie (46 av. J.-C.)[3].

- 6 février (27 mars du calendrier romain) : Alexandrie capitule[1]. Jules César impose à Ptolémée XIV le retour au pouvoir de Cléopâtre VII, devenue sa maîtresse.
- 12 juin (2 août du calendrier romain) : Pharnace II, fils de Mithridate VI, qui avait profité de la guerre civile entre César et Pompée pour mener une politique de reconquête est vaincu à la bataille de Zéla par César, venu d'Égypte (Veni, vidi, vici)[6].

- Août (octobre du calendrier romain)[7] : séjour de César à Rome.
- Novembre (décembre du calendrier romain)[7] : César débarque en Afrique avec six légions.

- 48-47 av. J.-C. : Lépide devient gouverneur de l'Hispanie citérieure[8].
- Cléopâtre VII restaure l'autorité de l'Égypte sur Chypre que son père Ptolémée XII avait cédé aux Romains en 59 av. J.-C. (attesté par la numismatique : une monnaie émise à Chypre représente la jeune mère avec les attributs d'Isis tenant son nourrisson face à elle)[9].

## Naissances en 47 av. J.-C.
- 23 juin : Ptolémée XV, dit Césarion.

## Décès en 47 av. J.-C.
- 15 janvier[10] :  noyade accidentelle de Ptolémée XIII, frère de Cléopâtre VII, et en conflit avec cette dernière.
- Aulus Gabinius, homme politique et général romain.